# Nokturny op. 62 (Chopin)
Nokturny op. 62 (nr 1 – H-dur, nr 2 – E-dur) – dwa nokturny skomponowane przez Fryderyka Chopina w roku 1846 lub w latach 1845–1846. Dedykowane Mademoiselle R. de Könneritz. Pierwodruki: w Paryżu opus został wydany 13 listopada 1846 roku w oficynie wydawniczej Brandus et Cie, w listopadzie tego samego roku w Lipsku nokturny wydała oficyna Breitkopf und Härtel, a w Londynie 7 listopada 1846 roku utwory wyszły nakładem Wessel & Co. 

## Nokturn H-dur nr 1
Nokturn powstał w roku 1846 lub na przełomie 1845 i 1846. Rozpoczyna się akordem, który, według Mirosława Tomaszewskiego jest jakby uderzeniem w struny barda, rozpoczynającego swoją pieśń. Środkowa część utworu, w tonacji As-dur jest o wiele mniej dynamiczna w stosunku do części skrajnych niż w innych nokturnach Chopina.
Część trzecia powraca do tematu inicjalnego z części pierwszej, lecz jest on tu bogato ornamentowany, ozdobiony trylami, przednutkami i pasażami. Podobny zabieg charakterystyczny był dla bel canta, do którego Chopin nawiązuje nie po raz pierwszy i nie po raz ostatni w swojej twórczości. We włoskich ariach zwanych da capo śpiewacy ozdabiali powracającą melodię tematu wszelkiego rodzaju kunsztownymi ozdobnikami, prezentując przy okazji swoje umiejętności wokalne.
Utwór powstał w końcowym okresie związku kompozytora z George Sand, najprawdopodobniej w Nohant. Nokturnowi nadano podtytuł Tuberoza. Porównanie do tego egzotycznego kwiatu James Gibbons Huneker, amerykański krytyk muzyczny, pianista i pisarz, autor monografii poświęconej życiu i twórczości Chopina wyjaśnia następująco: „Temat główny Nokturnu wyraża urok dojrzałej namiętności”, zaś jego powrót w repryzie „emanuje ciężką, oszałamiającą wonią”.

## Nokturn E-dur nr 2
Nokturn powstał w roku 1846 lub na przełomie 1845 i 1846.